# 江戸崎かぼちゃ
江戸崎かぼちゃ（えどさきかぼちゃ）は、茨城県稲敷市の江戸崎地区（旧・稲敷郡江戸崎町）の特産カボチャ。日本の地理的表示に登録されている。

## 概要
ホクホクした食感と甘みがあるカボチャである。具体的には、粉質感と糖度のバランスが良いために、カボチャをふかしたり、水で炊くと粉吹芋のような食感、甘みがある。
一般的なカボチャの約1.9倍高い単価で取り引きが行われている。
稲敷市の江戸崎地区は年間平均気温が摂氏14.1度、年間降水量1350ミリメートルと安定した気候をしている上に適度な降水があり、土壌は関東ローム層という排水性が高い。カボチャは過湿に弱いため、こういった土壌はカボチャの生産に適している。更に、落ち葉などを数年寝かせた完熟堆肥や有機肥料、この地域で盛んに行われている畜産の堆肥などによる土づくりも行われている。

## 特徴
江戸崎かぼちゃは完熟収穫されるのが特徴である。一般にカボチャは着果後45日程度で収穫された後に貯蔵庫で追熟されるが、江戸崎かぼちゃは着果後55日以上の完熟した状態で収穫される。特徴的な食感と甘みは完熟収穫によるものである。
果皮の緑色は濃く、質感はゴツゴツしており、果肉色は濃いオレンジ色をしている。
2008年に行われた茨城県農業総合センター園芸研究所による分析では、45日で収穫したものと55日で収穫したものとでは以下のような違いがあることが判明した。
- 55日のもののほうが糖度が高い。特にショ糖の増加が著しい。
- デンプン含量は45日のものに比べると、55日のもののほうがやや低い。
デンプンが分解してショ糖に糖化していると推測されている。
- 果肉色は45日のものはレモンイエローだが、55日のものはオレンジ色が濃くなっている。

## 歴史
1966年、江戸崎町君賀地区を中心に生産者7名でカボチャの栽培を始めたが、当時はカボチャがなかなか売れなかった。ある生産者が通常の収穫時期を逃して、畑で完熟状態にあったカボチャを市場に出したところ、そのカボチャを購入した消費者から「あのカボチャが欲しい」という声が挙がり、市場を介して生産者に伝わってきた。
もともとこの地区の生産者は「良品に安値なし」を目標に、土づくり、栽培管理の徹底に販売促進活動を融合することで高い品質を維持すれば市場や消費者からの評価を獲得できると信じていた。偶然の1回で終わることが無いよう、生産者たちは互いの圃場をチェックし合い、数年をかけて「着果後55日以上」という数字を体得し、苗づくり、土づくり、栽培管理にいたるまで統一したルールを定めて品質の維持を徹底した。一例として、生産者への指導内容は、土壌診断による堆肥を投入するタイミング、ビニールハウス内を最適な温度に調節するために朝や夕方に開け閉めの時間といったことまで及んでいる。
また、カボチャの熟度、重量、形状、傷などを全品検査をする体制を整えていった。これによって、江戸崎かぼちゃは市場や仲卸の関係者の間からは、品質について、生産者個々人でのばらつきや、年ごとのばらつきが少なく、信用性の高い農作物として取引されるようになった。
また、都内のスーパーマーケットなどで試食会を開催するといった販売促進活動を行ったり、青果市場で目立つようなデザインに段ボール箱を変更したり、贈答用江戸崎かぼちゃ2個入りギフトのパッケージを開発するといった認知度やブランド価値を向上させるための取り組みも継続的に行った。
1982年には、茨城県で第1号となる「茨城県青果物銘柄産地」に指定された。
2015年12月、地理的表示に登録された。